# Hildegarda z Bingenu

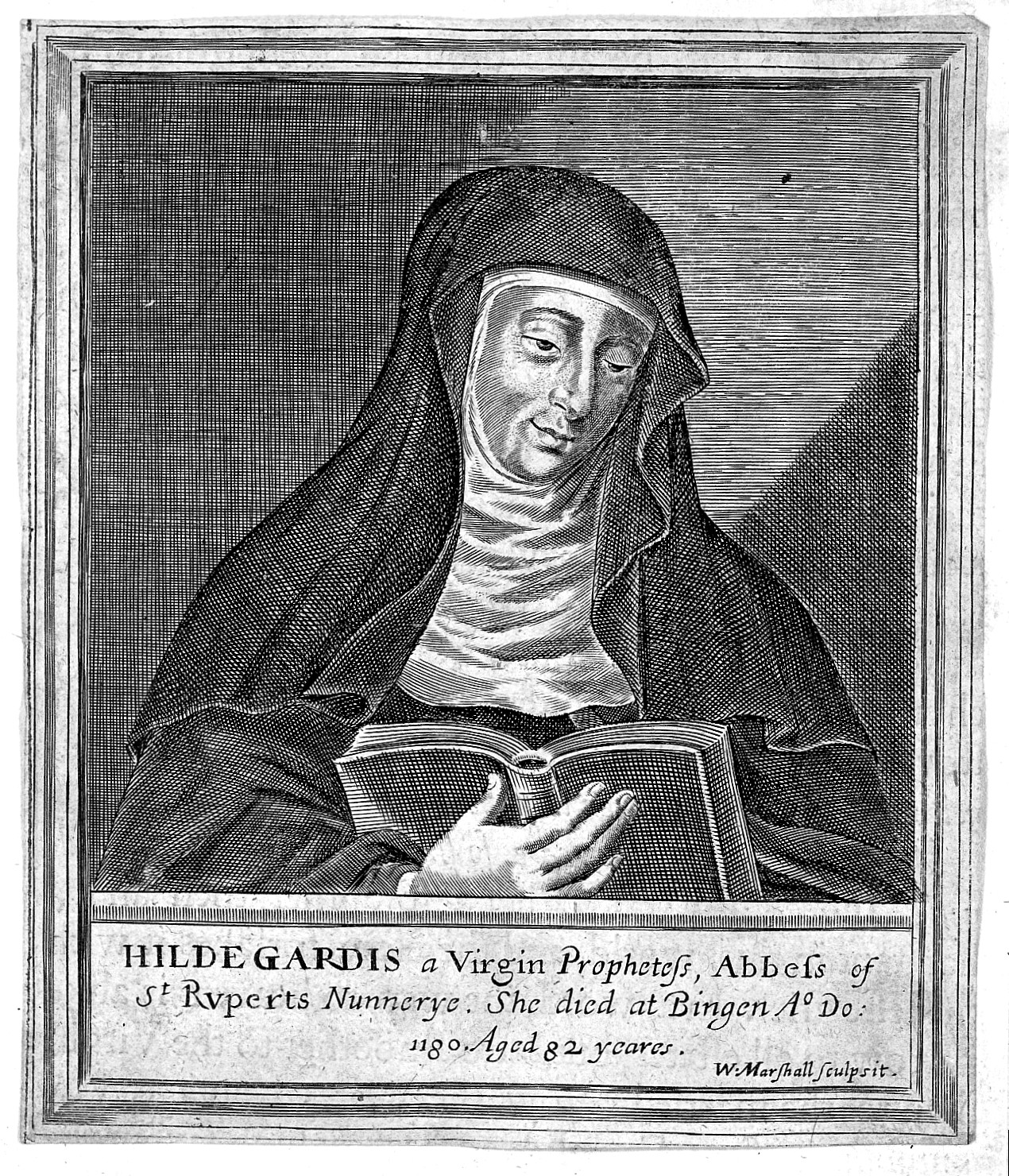

Svatá Hildegarda z Bingenu, německy Hildegard von Bingen, přezdívaná Sybila Rýnská (16. září 1098 – 17. září 1179) byla německá křesťanská mystička, přírodovědkyně, lékařka, hudební skladatelka a spisovatelka, členka benediktinského řádu a zakladatelka kláštera na Rupertsbergu u Bingenu. S jejím dílem jsou spojené počátky svébytného proudu německé středověké mystiky, tzv. Frauenmystik.

## Život
Hildegarda pocházela z urozené rodiny z Bermersheimu u Alzey (v blízkosti německé Mohuče v Porýní-Falcu) nebo také z Niederhosenbachu (o místo narození se vedou spory). Od dětských let údajně mívala božská vidění. V osmi letech ji rodiče dali do péče kláštera sv. Disiboda u Bingenu, kde se také ve svých 38 letech stala abatyší. Úřad převzala po smrti své předchůdkyně a učitelky Jutty ze Sponheimu, která Hildegardu podporovala a nabádala, aby se svých vidění nebála. Ta v té době ještě nabyla na intenzitě a Hildegarda o nich začala psát.
Hildegarda během života založila dva nové kláštery. Se svým kázáním procestovala mnoho míst v Německu i jinde v Evropě. Zemřela v požehnaném věku 81 let v Rupertsbergu.
V katolické církvi je považovaná za svatou, koncem 16. století byla zapsaná do oficiálního seznamu svatých. Dne 10. května 2012 Svatý otec Benedikt XVI. rozšířil liturgický kult úcty na všeobecnou církev ekvivalentní kanonizací. V neděli 7. října 2012, v den zahájení 13. všeobecného zasedání biskupského synodu na téma „Nová evangelizace pro předávání křesťanské víry“, prohlásil Benedikt XVI. Hildegardu z Bingen společně se svatým Janem z Ávily za učitele všeobecné církve .

## Dílo
Ve třech knihách Scivias (doslova „Poznej cesty (Páně)“, česky vyšlo jako Cestyvěz) najdeme 26 vidění, která se nesou v duchu nábožensko-intelektuálních rozprav, proroctví či dokonce kosmologických úvah. Věnovala se také ženskému principu a jeho odrazům v církevním učení např. ve formě mariánské úcty. Další vize shromáždila v knihách Liber vitae meritorum a Liber divinorum operum.

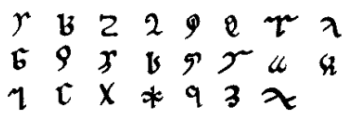
Abeceda zvaná Litterae ignotae, vytvořená svatou Hildegardou pro zápis jejího jazyka Lingua Ignota

Jejích spisů si všimli církevní hodnostáři a prohlašovali její vize za skutečné, přestože vůči církvi byla spíše kritická a požadovala její reformu.[zdroj?] Psala také encyklopedická díla a vědecká pojednání z oboru medicíny, konkrétně zpracovala problematiku bylinkářství a dalších léčiv v knihách Liber simplicis medicine a Liber composite medicine.
Svatá Hildegarda vyvinula speciální jazyk (lingua ignota), založený na středověké latině, ale obsahující mnoho nově vytvořených nebo upravených slov a zapisovaný zvláštní abecedou. Tento jazyk užívala ve vědeckých traktátech i v poezii. Hildegardin osobitý styl zacházení s latinou vycházel spíše z mluvené latiny, a byl proto předmětem kritiky ze strany učenců, která vedla k podceňování celého Hildegardina díla.
Je autorkou básní a církevních písní zpívaných ženskými hlasy jako gregoriánský chorál. Ty jsou shrnuty v díle Symphonia armoniae celestium revelationum (Symfonie harmonie nebeských zjevení). 77 básní tvoří ucelený liturgický cyklus pro specifické církevní svátky.

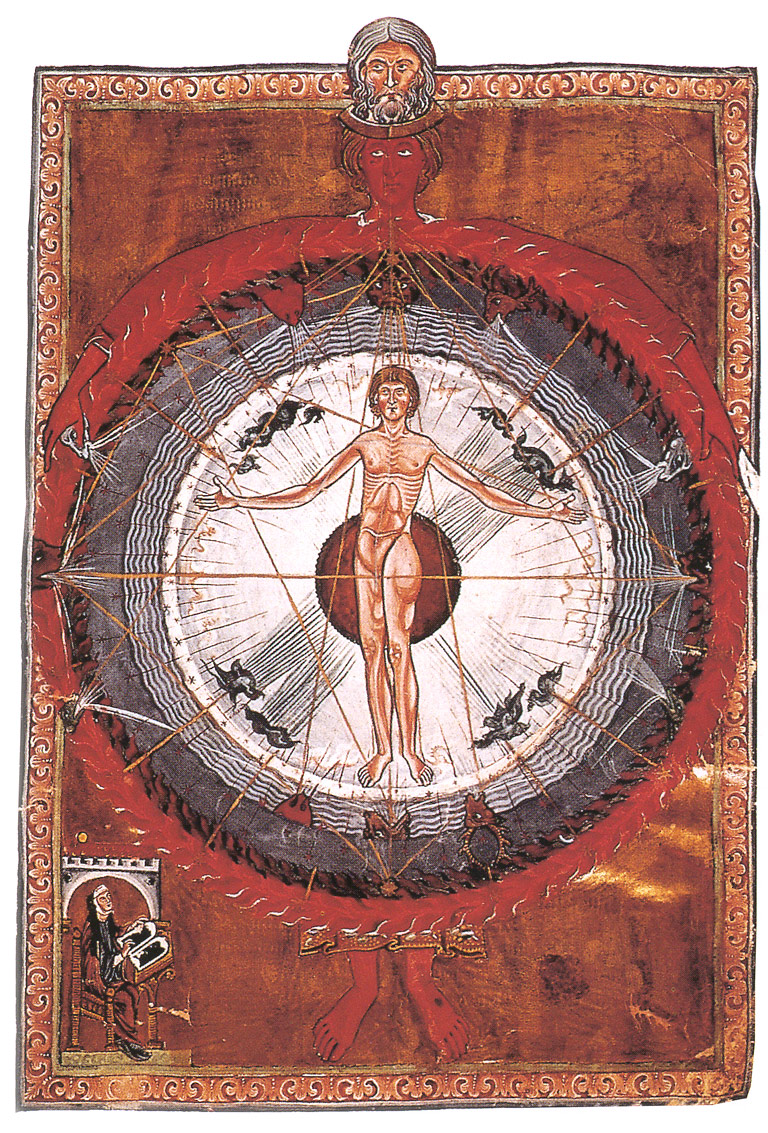
Stránka z díla Liber Divinorum Operum

### Vizionářská díla
- Scivias – nejznámější dílo: tři knihy vidění (v první 6, ve druhé 7 a ve třetí 13 vidění). Česky vyšla jen první kniha vidění v překladu Jakuba Demla, a to dosud třikrát: v dnes již nedostupném prvním vydání z roku 1911, dále v nakladatelství Malvern jako Cestyvěz v roce 2010 a v roce 2014 v nakladatelství Academia (Jakub Deml: Mystické překlady)
- De operatione Dei
- Liber Vitae Meritorum neboli Liber divinorum operum

### Další spisy
- Ordo virtutum – zřejmě nejstarší známá středověká moralita[4]
- Liber simplicis medicinae později zvaný Physica – encyklopedie léčivých bylin
- Causae et curae – encyklopedie znalostí z medicíny
- Symphonia armoniae celestium revelationum – liturgický cyklus básní pro gregoriánský chorál